# Forces Armées Royales de Rabat
A Association Sportive des Forces Armées Royales (árabe: نادي الجيش الملكي) é um clube de futebol marroquino sediado na cidade de Rabat, fundado em 1 de setembro de 1958, logo após o Marrocos conquistar sua independência, sendo um dos clubes mais populares do país ao lado do Raja Casablanca e Wydad Casablanca.  A equipe manda suas partidas no Estádio Príncipe Moulay Abdellah, com capacidade para receber até 65 000 espectadores.

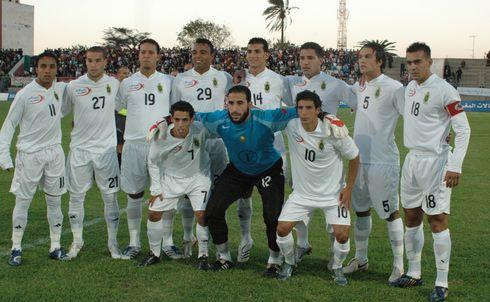
temporada 2007-08, formação campeã da Botola Pro 1 e Taça do Trono

## Títulos
| CONTINENTAIS | CONTINENTAIS                  | CONTINENTAIS | CONTINENTAIS                                                                  |
|              | Competição                    | Títulos      | Temporadas                                                                    |
| ------------ | ----------------------------- | ------------ | ----------------------------------------------------------------------------- |
|              | Liga dos Campeões da CAF      | 1            | 1985                                                                          |
|              | Copa das Confederações da CAF | 1            | 2005                                                                          |
| NACIONAIS    |                               |              |                                                                               |
|              | Competição                    | Títulos      | Temporadas                                                                    |
| Marrocos     | Campeonato Marroquino         | 13           | 1961, 1962, 1963, 1964, 1967, 1968, 1970, 1984, 1987, 1989, 2005, 2008 e 2023 |
| Marrocos     | Taça do Trono                 | 13           | 1959, 1971, 1984, 1985, 1986, 1999, 2003, 2004, 2007, 2008, 2009, 2020 e 2020 |
| Marrocos     | Supercopa de Marrocos         | 4            | 1959, 1961, 1962 e 1963                                                       |
| Marrocos     | Botola 2                      | 1            | 1959                                                                          |

### Destaque
- Copa das Confederações da CAF

Vice-campeão (1): 2005
- Recopa Africana

Vice-campeão (1): 1997
- Supercopa da CAF

Vice-campeão (1): 2006

## Estatística

### Posições no campeonato
- FAR Rabat foi suspenso pela federação marroquina no final da temporada 1964-65.

|  | Participações em 2021 |

| Competição | Competição                    | Temporadas | Melhor campanha    | Estreia | Última  | P | R |
| Marrocos   | Botola Pro                    | 61         | Campeão (13 vezes) | 1959-60 | 2022-23 |   |   |
| Marrocos   | Taça do Trono                 | ?          | Campeão (11 vezes) | 1959    | 2021    |   |   |
| Marrocos   | Botola 2                      | 01         | Campeão (1958-59)  | 1958-59 | 1958-59 | 1 |   |
| Marrocos   | Liga dos Campeões da CAF      | 11         | Campeão (1985)     | 1968    | 2014    |   |   |
| Marrocos   | Copa das Confederações da CAF | 05         | Campeão (2005)     | 2004    | 2023    |   |   |
| Marrocos   | Supercopa da CAF              | 01         | finalista (2006)   | 2006    | 2006    |   |   |
| Marrocos   | Recopa Africana               | 05         | finalista (1997)   | 1987    | 2001    |   |   |

## Torcedores

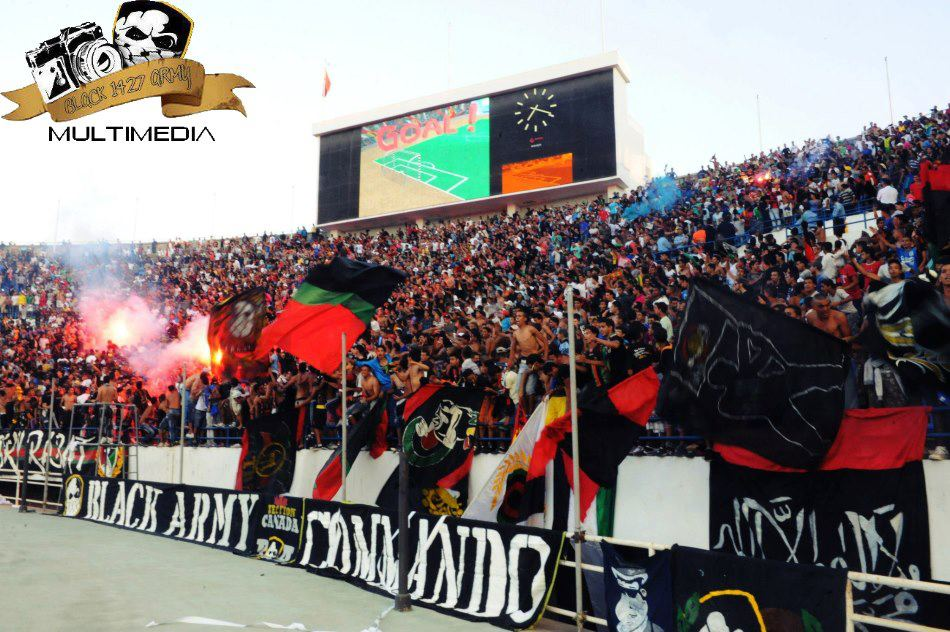
Curva chè
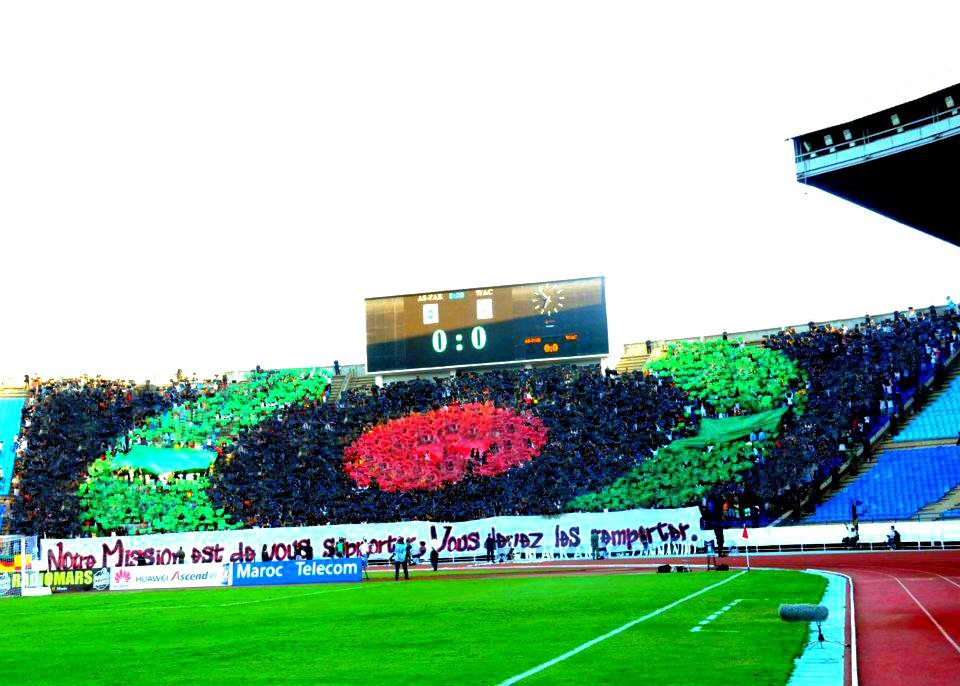
Tifo Ultras Black Army
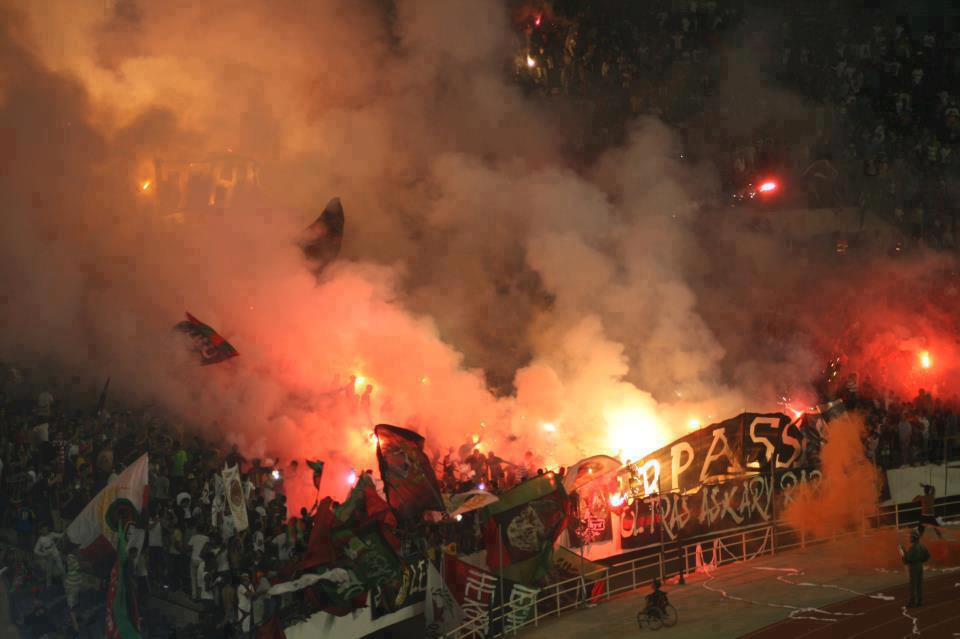
Pyroshow Ultras Askary
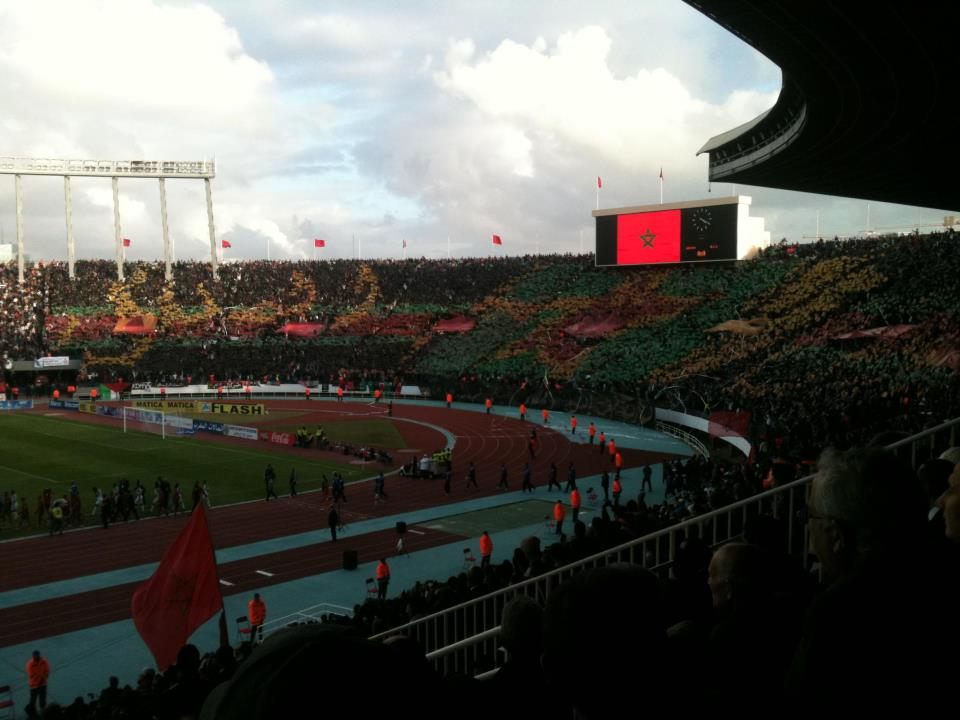
Tifo Ultras Askary na final de 2012